# Жанатурмис (Амангельдинський район)
Жанатурми́с (каз. Жаңатұрмыс) — село у складі Амангельдинського району Костанайської області Казахстану. Входить до складу Байгабильського сільського округу.
Населення — 54 особи (2021; 73 у 2009, 160 у 1999, 242 у 1989).